# Gle Panteue
Gle Panteue är ett berg i Indonesien.   Det ligger i provinsen Aceh, i den västra delen av landet, 1 800 km nordväst om huvudstaden Jakarta. Toppen på Gle Panteue är 170 meter över havet.
Terrängen runt Gle Panteue är kuperad norrut, men söderut är den platt. Terrängen runt Gle Panteue sluttar söderut.Runt Gle Panteue är det mycket glesbefolkat, med 7 invånare per kvadratkilometer. I omgivningarna runt Gle Panteue växer i huvudsak städsegrön lövskog.